# Мелита (компания)
Татарское меховое торгово-промышленное общество с ограниченной ответственностью «Мелита» (бывш. Татарское ордена Ленина меховое производственное объединение имени Хусаина Ямашева) — предприятие по производству меховых изделий и торговле ими, располагающееся в Казани, столице Татарстана.
Создано в 1928 году как 1-я Казанская меховая фабрика на месте исторического производства меховых изделий в Ново-татарской слободе. В 1930 году фабрика вместе с остальными меховыми предприятиями была объединена в Казанский меховой комбинат. В 1934 году он был упразднён, а в 1937 году воссоздан. Изначально производство специализировалось на выпуске меховой продукции на экспорт, а к концу 1930-х годов направление комбината сместилось в сторону удовлетворения запросов потребителя внутри страны. После начала Великой Отечественной войны предприятие сосредоточилось на оборонной продукции, в частности, выпускало меховое обмундирование и одежду для советских солдат. В 1944 году комбинат был награждён орденом Ленина за снабжение армии и флота тёплым снаряжением. В рамках послевоенного восстановления производства была достигнута практически полная механизация производства, внедрено большое количество рационализаторских предложений и изобретений, ряд сотрудников комбината были удостоены государственных наград. В 1963 году к комбинату были присоединены несколько других меховых производств Татарстана, а в 1965 году он был преобразован в Татарское меховое производственное объединение, которому в 1972 году было присвоено имя революционера Хусаина Ямашева. После распада СССР, в 1992 году объединение было реорганизовано в акционерное общество «Мелита», существующее поныне. На фабриках предприятия производится большое число предметов повседневной одежды, перерабатываются шкуры, мех, шерсть, которые продаются посредством сети фирменных салонов компании.

## История

### Начало
После установления советской власти Высшим советом народного хозяйства было принято решение о переводе кустарных методов обработки пушно-мехового сырья на фабричные рельсы с целью создания полноценной меховой промышленности. В частности, были национализированы частные производства такого рода, издан закон об охране охотничьих промыслов, однако из-за гражданской войны и нехватки необходимых материалов работа в этом направлении затянулась. Наконец, в 1927 году в рамках исполнения решений XIV съезда ВКП(б) по индустриализации народного хозяйства началось возведение первой меховой фабрики в Казани. На строительство было выделено 13 миллионов рублей, работами занимался Народный комиссариат внешней торговли, Пушносиндикат которого ведал меховыми фабриками и производимым на них товаром, отправлявшимся на экспорт для закупки новой техники, машин, оборудования для развития советской промышленности. Местом расположения нового предприятия была выбрана Казань как город, в котором сходились водные и железнодорожные пути, что облегчало доставку сырья. Само же строительство было начато в Ново-татарской слободе, на Большой Симбирской улице, где стояли пустые склады и корпуса национализированных заводов, а помимо этого издавна жили кустари-меховщики, которые остались без работы. Не дожидаясь организации меховой промышленности, в Наркомвнешторге поручили Госторгу организовать кустарную выделку мехов, в связи с чем вся сортировка и переработка мехового сырья со всей страны была сосредоточена в Казани.
После нескольких месяцев строительства под руководством представителей Госторга и при поддержке местной парторганизации, в июне 1928 года заработал красильный цех, где занялись окрашиванием полуфабриката кустарной выработки. Унификация и механизация процесса крашения тяжело принимались старыми кустарями, ощущалась нехватка квалифицированных кадров, а в связи с открытием новых цехов и участков появились проблемы и с количеством работников вообще. Параллельно, поступавшее эшелонами в Казань сырьё начало гнить и портиться на складах, но рабочему коллективу будущей фабрики удалось поправить дело. Наконец, 1-я Казанская меховая фабрика на уже Ямашевской улице заработала 5 июля 1928 года, что ознаменовало рождение меховой индустрии Татарстана. Церемония открытия тогда не состоялась, а строительство продолжалось до августа. О начале пуска фабрики было объявлено 2 сентября в торжественной обстановке первым секретарём Татарского обкома ВКП(б) М. О. Разумовым. Первым директором фабрики стал Г. Я. Тепляков, выходец из нижегородчины. Предприятие было организовано по передовым нормам того времени — бетонированные корпуса, электрифицированные цеха, новейшее иностранное и советское оборудование, лаборатория, столовая, душевые и личные шкафчики для рабочих, которым предоставлялась специальная униформа. Предприятие, на котором было занято 518 человек (из них 155 — татары), с первого месяца работы выделало более 100 тысяч шкурок, из которых 80—90 отправлялось на экспорт. Произведённый в Казани меховой полуфабрикат, получаемый методом имитационного крашения под ценные виды меха из овчины, кролика, кошки, собаки, белки, зайца и суслика, продавался на международных аукционах, составив 20 процентов от всех выделанных мехов, тогда как из некондиционных шкурок шились шапки.
Рабочий коллектив был сформирован из кустарей-меховщиков. Поначалу начальники цехов, смен, инструкторы были лишь практиками, а университетское образование имели только работники лаборатории. Для рабочих, присланных из других городов и сёл, были организованы соответствующие курсы, благодаря чему профессионализм и качество их работы постепенно повышалось. Одновременно с этим традиции кустарей постепенно заменялись новыми химическими и технологическими процессами. С целью расширения производства, ввиду высокого спроса на казанскую пушнину, было принято решение о решение о строительстве новых предприятий. За время первой пятилетки были созданы сырейно-красильная, шапочно-меховая, скорняжно-пошивочная фабрики, ремонтно-механический завод, утильзавод, а также открыта школа фабрично-заводского ученичества для обучения специалистов-меховщиков. Новых квалифицированных специалистов стали готовить и на меховом отделении Казанского кожевенного техникума, открытом в 1929 году. В апреле 1930 года, в дни памяти В. И. Ленина, заработала 2-я Казанская меховая фабрика, а к концу года открылся крупный овчинно-мерлушечно-каракулевый завод (ОМКУЗ). Это было вызвано растущим спросом на перспективный вид сырья — овчину, облагороженную под каракуль, производство которой на новом предприятии было поставлено на поток с использованием машинного труда. За всё время в строительство меховых фабрик в Казани было вложено 13,4 миллионов рублей.

### Первые годы работы
7 ноября 1930 года по решению обкома в Казанский меховой комбинат Пушносиндиката Наркомата внешней торговли СССР были объединены все меховые предприятия Казани, в том числе пять фабрик, утильзавод, ремонтно-механические мастерские. Первым директором комбината стал И. М. Полонский, партиец с дореволюционным стажем и давний соратник Ленина. С 1931 года, согласно постановлению Татобкома «О фабрично-заводских многотиражках», комбинат стал выпускать газету на татарском языке под названием «Мехчы» («Меховщик»). Постепенно количество инженеров с высшим образованием увеличивалось, с помощью лаборатории внедрялись новые методы окраски мехов, велась рационализаторская и изобретательская работа, с активным участием молодёжи, выпускников школы ФЗУ и кожевенного техникума. В частности, в 1932 году группой инженерно-технических работников комбината впервые в стране был разработан и внедрён в дело комбинированный метод выделки и облагораживания мехов, заключавшийся в том, что сразу после отмачивания, пикелевания и обезжиривания шкура поступает на покраску, минуя прочие предварительные времязатратные операции. Благодаря нововведению значительно сократилось время производственного цикла, были высвобождены одна треть площадей и порядка 60 процентов работников, сэкономлены миллионы рублей и химикатов. В январе 1932 года меховая база Пушносиндиката в Казани была ликвидирована и все её функции были переданы комбинату, который в декабре того же года отчитался о досрочном перевыполнении плана пятилетки, за четыре года и три месяца. За высокие показатели в работе десяти меховщикам передовикам было присвоено звание «Герой Социалистической стройки Татарстана».
После проведённой в 1933 году инвентаризации выяснилось, что за три месяца работы пропали 77 тысяч овечьих шкур и 190 тысяч шкур мерлушки, ввиду чего на предприятии сал внедряться паспортный учёт каждой партии. Тем не менее, руководство предприятия в том же году было занесено на чёрную доску по решению горкома партии. В дальнейшие 4—5 месяцев объединённая фабрика полностью погасила свою задолженность, увеличила производительность труда и улучшила качество продукции, ввиду чего была снята с доски. Параллельно развивалась материальная база комбината, для рабочих были выстроены шесть жилых корпусов, детские ясли и сад, общественная прачечная, а также 12 столовых, которые снабжались из совхоза и пригородных хозяйств, находящихся в ведении предприятия. Несмотря на достигнутые успехи, 1 июля 1934 года по решению Наркомвнешторга управление комбината было ликвидировано в целях «коренной перестройки» производства и устранение его «мелочной опеки» над фабриками, которые обрели самостоятельность и оказались подчинены непосредственно Союзмехпрому. В дальнейшем, меховые предприятия Казани приняли активное участие в стахановском движении, инициированном И. В. Сталиным в 1935 году по примеру шахтёра А. Г. Стаханова. Одним из первых стахановцев Татарстана стал резчик-дисковщик объединённой меховой фабрики А. Н. Нигметзянов, установивший в 1935 году вместе с напарниками мировой и всесоюзный рекорд по обработке шкур морского зверя, выполнив 15 норм за одну смену. Почин Нигметзянова был поддержан другими работниками фабрики, а также на ОМКУЗе, а его имя стало символом стахановского движения как в республике, так и во всей меховой отрасли.
Ввиду появления всё большего числа стахановцев, возник вопрос о совершенствовании производства, преодоления раздробленности производств, повышении качества товара, параллельно состоявшей передаче Главмехпрома в Наркомат лёгкой промышленности, что означало нацеленность меховой индустрии на внутреннего потребителя. 14 августа 1937 года постановлением Совета народных комиссаров СССР, а также на основании приказа Наркомлегпрома от 17 сентября 1937 года, все меховые производства Казани были вновь объединены в комбинат. Продолжив перерабатывать различные виды мехового сырья, с 1938 года комбинат в основном стал специализироваться на обработке овчины, освоив методы обработки тонкорунных и метисных её видов, а также способы имитирования их под нутрию, котик и другие меха. Будучи ведущим механизированным меховым предприятием, ко второй половине 1930-х годов комбинат производил свыше 50 процентов валовой меховой продукции в стране. На скорняжно-пошивочной и шапочной фабрике из мехового полуфабриката овчины выпускался широкий ассортимент меховых изделий, в том числе воротники, головные уборы, детские пальто, манто, жакеты, пиджаки. Утильхавод занимался переработкой производственный отходов производства на шерсть, клеи и жир, тогда как ремотно-механический завод производил запасные детали и оборудование.

### Великая Отечественная война
В день начала Великой Отечественной войны, 22 июня 1941 года на комбинате состоялся митинг, где работники пообещали направить весь свой труд на нужны фронта. Перевыполнив план, рабочие уходили добровольцами в Красную армию, а их место занимали женщины, не допустившие простоя станков и тоже отличившиеся досрочным выполнением норм. На фронт ушло более двух тысяч мужчин-рабочих, ввиду чего количество персонала достигло половинного уровня от довоенного. Ответственные работники производств были переведены на казарменное положение, введён 11-часовой рабочий день, на смену мужчинам пришли женщины, старики, ученическая молодёжь, подростки, дети-сироты. Производственная база комбината резко сократилась, так как порядка 40 процентов помещений цехов и фабрик было отдано эвакуированным предприятиям. Появились затруднения с поступлением красителей, химикатов, оборудования и запасных частей, нехватало тары, ниток и пуговиц. Тем не менее, производительность не уменьшилась, а оборонные задания продолжили перевыполняться.
Ввиду того, что псковское, ленинградское, харьковское и ряд других меховых предприятий остались на оккупированной территории, по решению Государственного комитета обороны деятельность комбината в Казани была переведена на изготовление изделий для фронта и солдатского снаряжения. После освоения производства тёплого обмундирования и парашютно-десантного снаряжения, комбинат начал выпускать комплекты лётных костюмов, шлемофоны, комбинезоны, полушубки, жилеты, меховые одеяла, шапки-ушанки, шарфы, рукавицы, чулки. Совместно с Казанским кожно-обувным комбинатом «Спартак» впервые в стране было организовано промышленное производство армейской обуви, как то унты и меховые сапоги. Параллельно с практически полной перестройкой народного хозяйства Татарстана на военный лад, был решён вопрос комбината со снабжением, сырьём, материалами, топливом, организовано собственное производство пуговиц, улучшилось также питание в столовых. Школа ФЗУ не только продолжила свою работу, но и увеличила число обучающихся до 500—600 детей, которые наравне со взрослыми вскоре стали работать на скорняжном производстве, за что учебное заведение было удостоено Красного знамени ЦК ВЛКСМ. Преодолев отставание и начав с трудом, но всё же выполнять планы, в 1943 году комбинат был награждён переходящим Красным Знаменем Государственного комитета обороны, которое удерживал за собой до конца войны. Всего, на Казанском меховом комбинате было изготовлено и отправлено на фронт 15 миллионов изделий, в том числе 80 тысяч комбинезонов, 11 тысяч спальных мешков, 131 миллион 400 тысяч пар рукавиц, 15 тысяч пар перчаток, 280 тысяч воротников, 5 миллионов 165 тысяч шапок, не считая 14 тысяч отреставрированных комбинезонов, 19 тысяч жилетов, 45 тысяч пар унтов, 149 тысяч шапок, благодаря чему каждый четвёртый советский солдат оказался одет в казанский мех.
Досрочное выполнение оборонного заказа было отмечено правительством, и в 1944 году комбинат был удостоен ордена Ленина «за образцовое выполнение заданий Правительства по производству и обеспечению Красной Армии и Военно-Морского Флота тёплой одеждой, обувью, снаряжением и парашютно-десантным имуществом», а ряд сотрудников были отмечены государственными наградами. К концу войны темпы производства продукции продолжили увеличиваться, с постепенным возвращением к требованиям мирного времени, более жёстким в плане качества. В День Победы, 9 мая на комбинате были остановлены все машины и прошёл торжественный митинг. Медалью «За доблестный труд в Великой Отечественной войне 1941—1945 гг.» было награждено 1 875 работников комбината, с фронта не вернулся 351 солдат-меховщик. Звания «Герой Советского Союза» были удостоены бывшие слесари комбината — В. Н. Николаев (погиб в бою), Б. К. Кузнецов, М. В. Дмитриев.

### Послевоенное восстановление производства
После окончания войны на комбинате ощущалась нехватка сырья, износ оборудования, отсутствие кадров и нужда в переквалификации имеющихся работников, но тем не менее вскоре началась полная перестройка производства к нуждам мирного времени и выпуску повседневной продукции. Начиная с 1946 года, во время четвёртой пятилетки на комбинате были механизированы трудоёмкие процессы, предприятия оснащены усовершенствованными сушильными установками и оборудованием, скорняжно-пошивочное производство переведено на поточные методы работы, разработана более совершенная его технология. Уже в первый год пятилетки на фабриках комбината было произведено 60 тысяч овчин, по сравнению с 15 тысячами, выпущенными крупнейшей американской фирмой Эйтингона, не изнурённой войной. В начале 1950-х годов на предприятиях комбината были установлены конвейеры по раскрою меха, отшивке меховых изделий и головных уборов, ввиду чего выпуск продукции увеличился на 77 процентов по сравнению с 1940 годом. Несмотря на тяжёлые послевоенные условия, комбинат стал ведущим предприятием меховой промышленности СССР, во многом определив направление развития отрасли благодаря творческому потенциалу и инициативе инженеров, конструкторов, химиков, технологов, колористов, передовиков.

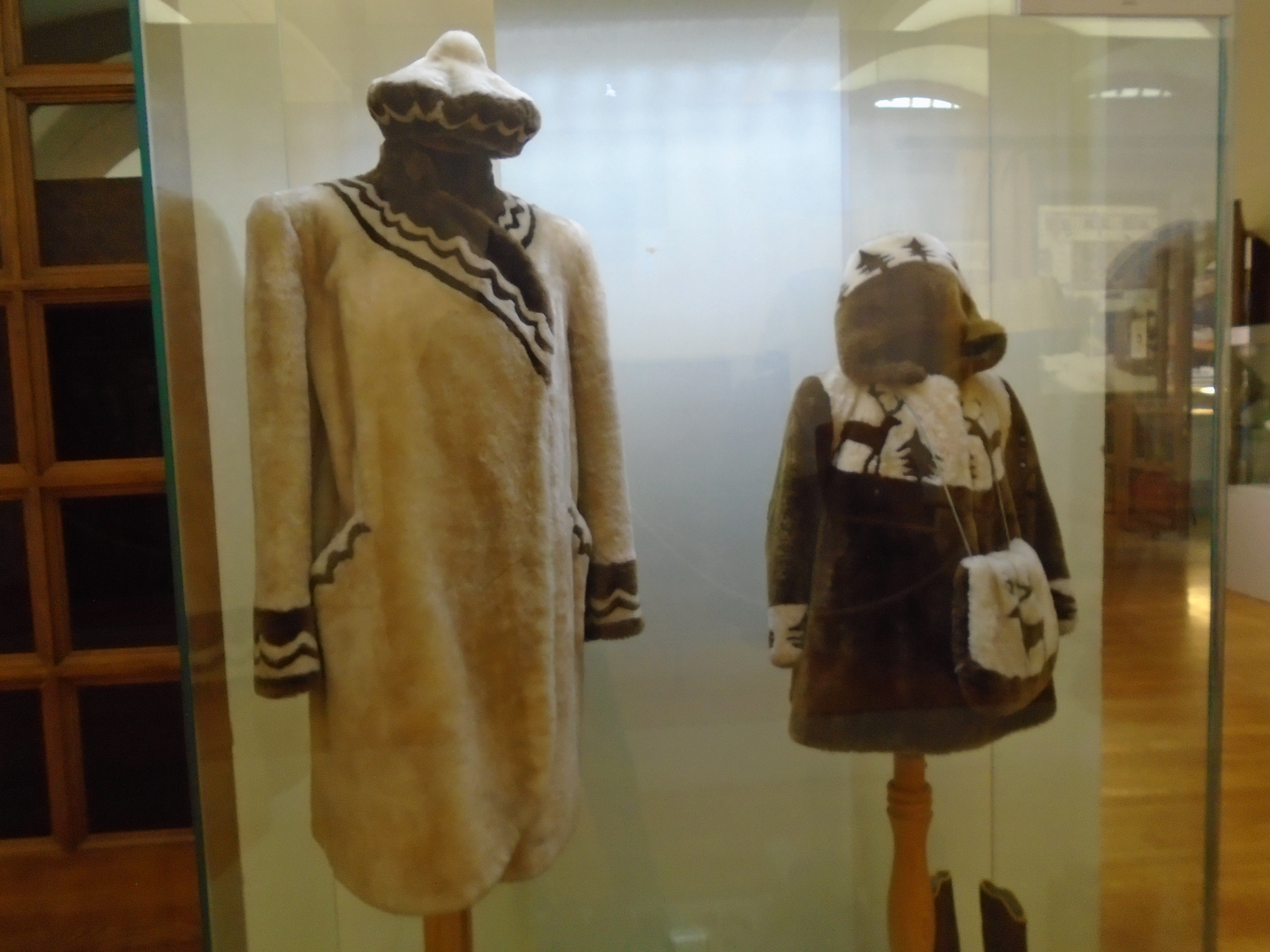
Продукция комбината, 1950-е гг.

В конце 1940-х — начале 1950-х годов на предприятии задумались о получении нового экспортного меха, прочного, красивого и относительно дешёвого в производстве. Был разработан новый метод облагораживания овчины под выдру и котика с превращением курчавого волоса в подобный пушнине, рассыпчатый и гладкий, посредством введения в него формалино-спиртового раствора, закрепляющего выпрямленное состояние меха. В 1951 году группе работников комбината, трудившимся над этим проектом, была присуждена Сталинская премия «за разработку и промышленное освоение нового метода обработки меховой овчины с облагораживанием волосяного покрова». Кроме того, широкое распространение получили и активно внедрялись методы правки, дубления и имитационного крашения меха, двоения меха и получения двух шкурок из одной, производства меха на тканевой основе, выделки меха норки, превращения овчины в велюр, рецептура окраски меха морского зверя, а также автоматы для маркировки шкур и разбивочная машина, разработанная конструкторами комбината.
На послевоенное восстановление производства ушла вся пятилетка, за время которой производство не достигло масштабов довоенного уровня, но значительно превысило его по качеству изделий. К 1955 году, за время пятой пятилетки комбинат удвоил объём производства, обработав более 276 квадратных дециметров овчины и выпустив более 28 тысяч женских пальто, 101 тысяч детских пальто, 4 тысяч воротников, почти 3 миллионов шапок. Вырос также и мировой престиж казанского меха, в частности, в 1958 году образцы облагороженной овчины различных имитаций получили 1-ю золотую медаль, тогда как детское пальто из овчины особой обработки завоевало Гран-при Всемирной промышленной выставки в Брюсселе. По сравнению с 1955 годом, в 1960 году количество выделанной овчины увеличилось на 34 миллиона квадратных дециметров. Параллельно повышению производительности труда, реконструировались существующие производства и организовывались новые, а для работников были выстроены благоустроенные жилые дома, клуб, поликлиника, детские сады и ясли, составившие новообразованный посёлок Меховщиков.

### 1960—1980-е годы
13 апреля 1963 года постановлением Средне-Волжского совета народного хозяйства с Казанским меховым комбинатом были объединены местные предприятия и артели, в том числе Казанская скорняжно-пошивочная меховая фабрика, сырейно-красильное производство Казанской ватной фабрики, скорняжно-пошивочное производство промышленной артели 40 лет Татарии, а также скорняжно-пошивочная фабрика в Кукморе и меховая фабрика в Свияжске. В первые годы после объединения в короткие сроки персонал всех производств был обучен передовым методам работы, цеха подверглись переукомплектации, предприятия были унифицированы, получив узкую специализацию и начав производить свой ассортимент изделий. В рамках ускоренного подъёма меховой промышленности, в 1965 году комбинат выполнил седьмую пятилетку, произведя продукции сверх плана на 60 миллионов рублей. 13 апреля 1965 года комбинат был реорганизован в Татарское ордена Ленина меховое производственное объединение. В результате экономических реформ, согласно которым в план теперь входило достижение высокой рентабельности товара, комбинату удалось наладить взаимоотношения с заказчиками для установления связи с покупателями и удовлетворения спроса на местах. К концу 1965 года, в рамках исполнения решений сентябрьского пленума ЦК КПСС был выполнен и перевыполнен план реализации продукции, что позволило перечислить в фонд предприятия большее количество средств, а следовательно поднять зарплату работникам и повысить их заинтересованность в качественной работе.
Одновременно с развитием звероводства в Татарстане, в это время работниками объединения освоены новые способы выделки и дубления шкур морского зверя, выработка ценного меха (серебристо-чёрная лиса, песец, норка). Специалистами были разработаны технологии, которые позволили повысить качество пушнины, полученной от зверей в неволе, до природного уровня, а также внедрена новая рецептура окраски меха морского зверя под бобра, куницу, норку. В значительной степени был обновлён парк машин, расширены производства, механизированы наиболее трудоёмкие процессы, реконструированы конвейерные линии, для чего рационализаторами было получено более 400 авторских свидетельств. Увеличился объём производства мехового полуфабриката, а также ассортимент изделий массового спроса, в том числе головных уборов, пальто, воротников, лучшие образцы которых пользовались большим спросом на международных аукционах. Весь 1966 год объединение держало за собой переходящее Красное знамя Совета министров СССР и ВЦСПС, а в 1967 году получило на вечное хранение Памятное Красное знамя ЦК КПСС, Президиума Верховного совета СССР, Совета министров СССР и ВЦСПС, а также занесено в Книгу славы Министерства лёгкой промышленности СССР и ЦК профсоюза работников лёгкой и текстильной промышленности.
На производстве активно развивалось социалистическое соревнование, вдохновлённое стахановским движением, сотни передовиков присоединились к почину, а в связи со 100-летием со дня рождения Ленина и 50-летием Татарской АССР план 1969 года был выполнен досрочно, вдобавок в законченной в 1970 году восьмой пятилеткой с рекордной экономией сырья. 10 января 1972 года решением Совета министров РСФСР по предложению Министерства лёгкой промышленности СССР Татарскому меховому производственному объединению было присвоено имя Хусаина Ямашева (1882—1912), большевика, революционера, публициста. В связи с этим, заслуженным работникам предприятия в дальнейшем стало присваиваться звание «Знатный ямашевец». За годы советской власти работники предприятия были удостоены также множества государственных наград, в частности, званий «Героя Социалистического Труда» — 1 (стригальщица Е. Т. Никитина), орденов Ленина (15), Октябрьской Революции (3), Трудового Красного Знамени (61), Дружбы Народов (2), «Знак Почёта» (86), Трудовой Славы (41 чел.), а также медалей «За трудовую доблесть» и «За трудовое отличие». Продукция предприятия была отмечена большим количеством золотых, серебряных и бронзовых медалей, дипломов международных выставок, ярмарок, конгрессов и аукционов в Москве, Лейпциге, Париже, Лондоне, Нью-Йорке, ряде других городов, тогда как 12 видов изделий удостоены медалей ВДНХ СССР.

### Современность
25 февраля 1992 года объединение имени Ямашева было преобразовано в Татарское меховое торгово-промышленное акционерное общество «Мелита». Новое название было взято по словосочетанию «мех элитный татарстанский». В настоящее время на фабриках предприятия ежегодно перерабатывается около 700 тысяч штук шкур различных видов (овчина, каракуль, норка, хорь, песец, котик, собака, волк и др.), выпускаются выделанные и окрашенные шкурки, шьётся одежда повседневного спроса (шубы, пальто, воротники, головные уборы, чулки, носки, и др.), спецодежда (куртки и полупальто женские, мужские и детские, головные уборы, рукавицы, меховые сапоги, унты), чехлы для сидений автомобилей, а также производится обувной полуфабрикат и мытая шерсть. Ввиду сокращения продаж, в 2009 году производство меховой продукции было приостановлено на несколько месяцев, а параллельно АО «Мелита» сменило форму собственности и перешло в подчинение ООО «Союз Меховщиков», которому отошли 100 процентов акций. Количество сотрудников — 200 человек, выручка за 2020 год — 49 миллионов рублей.

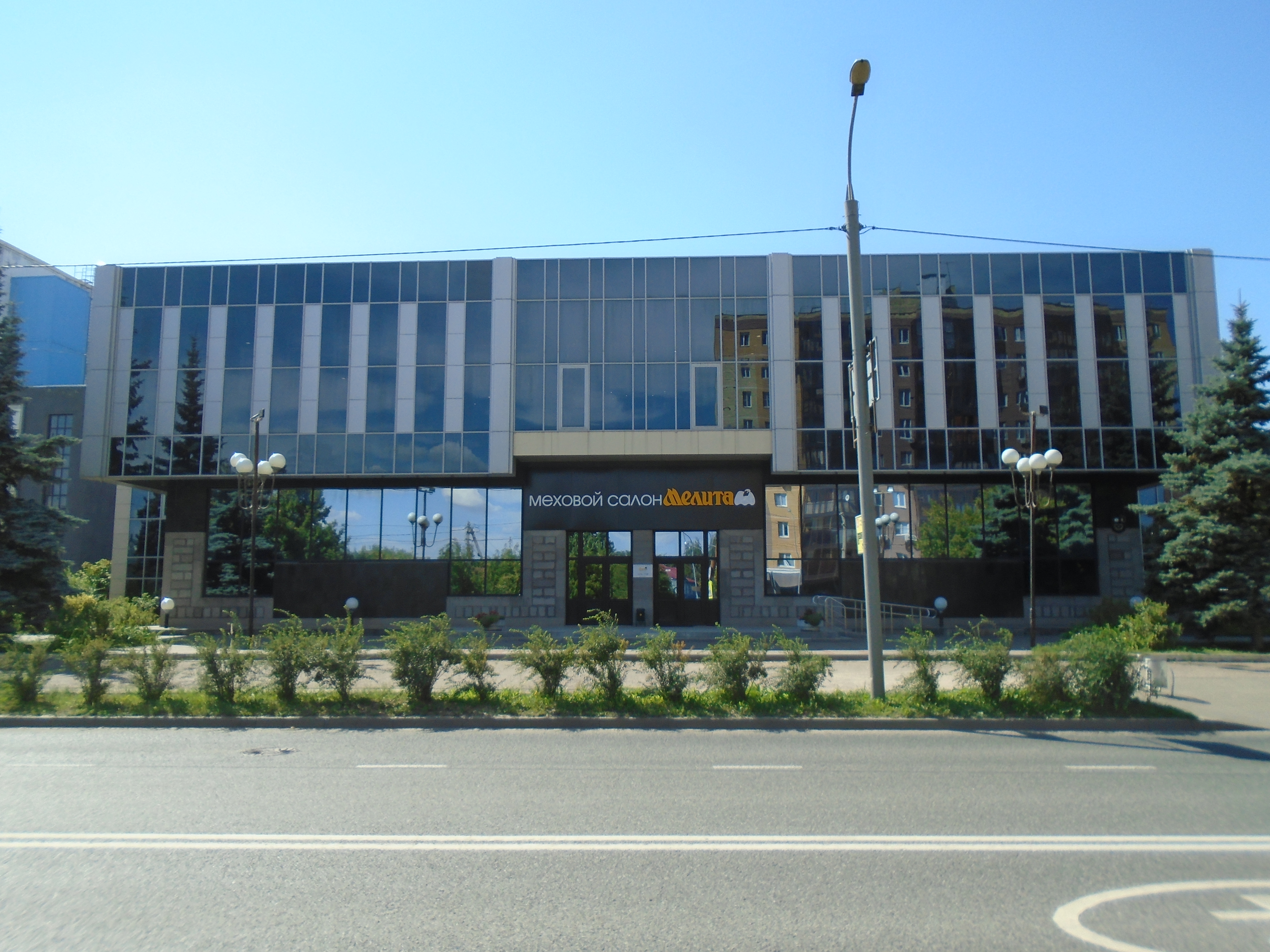
Меховой салон «Мелита»

Конструкторы объединения в сотрудничестве с известными российскими модельерами работают над обновлением ассортимента продукции, разрабатывают и создают эксклюзивные коллекции меховой одежды. Ряд образцов высокого дизайнерского искусства и исполнительского мастерства мехобъединения находятся в коллекции Национального музея Республики Татарстан. В 2005 году ряд сотрудников предприятия были удостоены премии Правительства Российской Федерации в области науки и техники «за разработку и внедрение новых технологий с применением неравновесной низкотемпературной плазмы для повышения эффективности производства конкурентоспособных кожевенно-меховых изделий из отечественного натурального сырья». Также «Мелита» является производственной базой для обучения студентов Казанского национального исследовательского технологического университета.
«Мелита» реализует продукцию через сеть собственных фирменных салонов, официальных представительств в российских городах, в том числе в Москве, Санкт-Петербурге, Новосибирске и ряде других, а также через дилерскую сеть, охватывающую более десятка городов России и Беларуси, организуя также выездную торговлю в более тридцати российских городах. Производственные мощности и штаб-квартира компании располагаются в историческом квартале на пересечении улиц Меховщиков и Гафури. В 1996 году там открылся первый меховой салон объединения, в дальнейшем ставший крупнейшим меховым центром России. В 2015 году там же открылся торговый центр «Меховой квартал», сочетающий в себе более 30 меховых и кожевенных магазинов. В 2017 году ряд домов посёлка меховщиков на улице Такташа были снесены. В настоящее время при компании действует музей Казанской меховой фабрики.

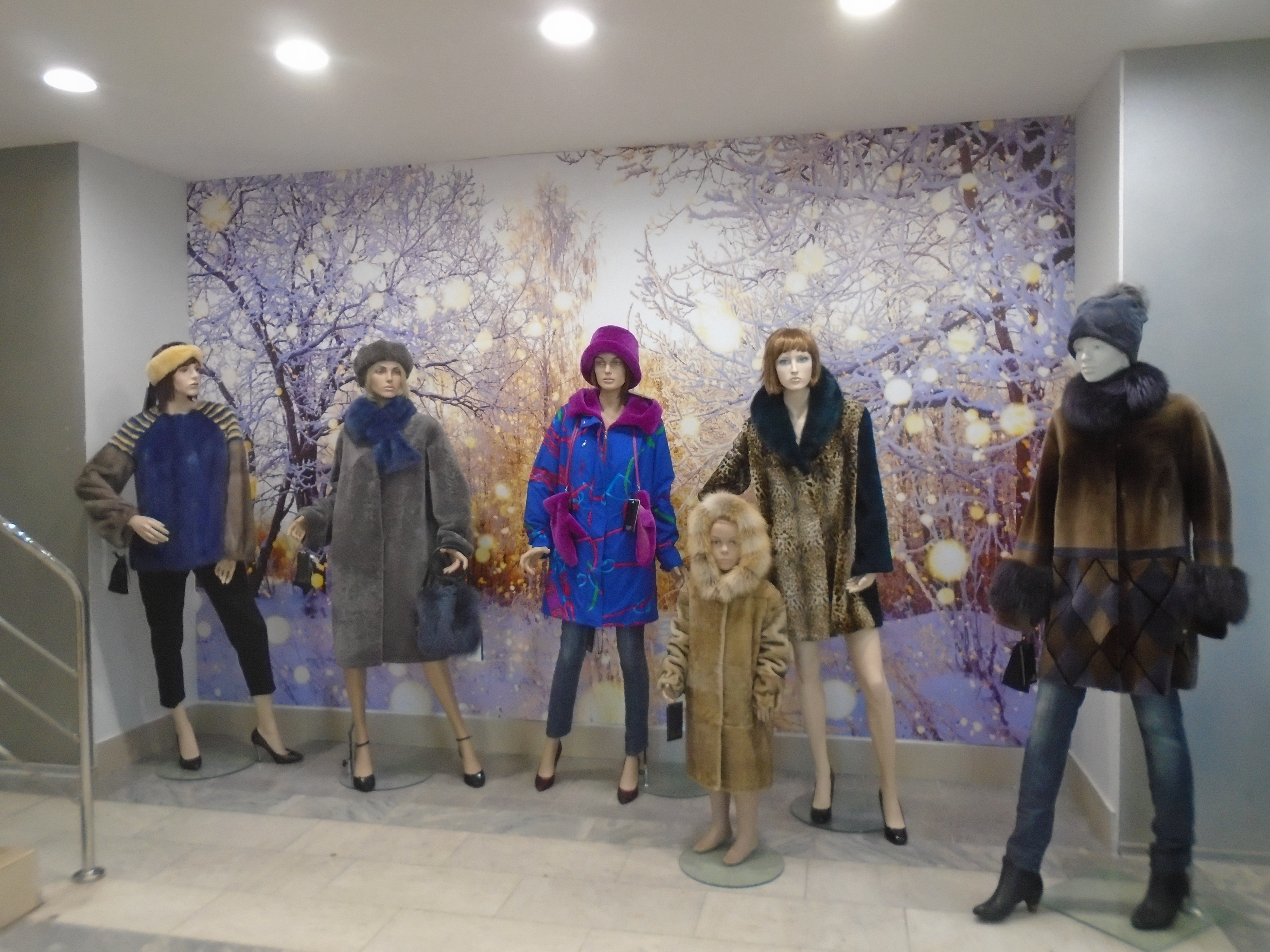
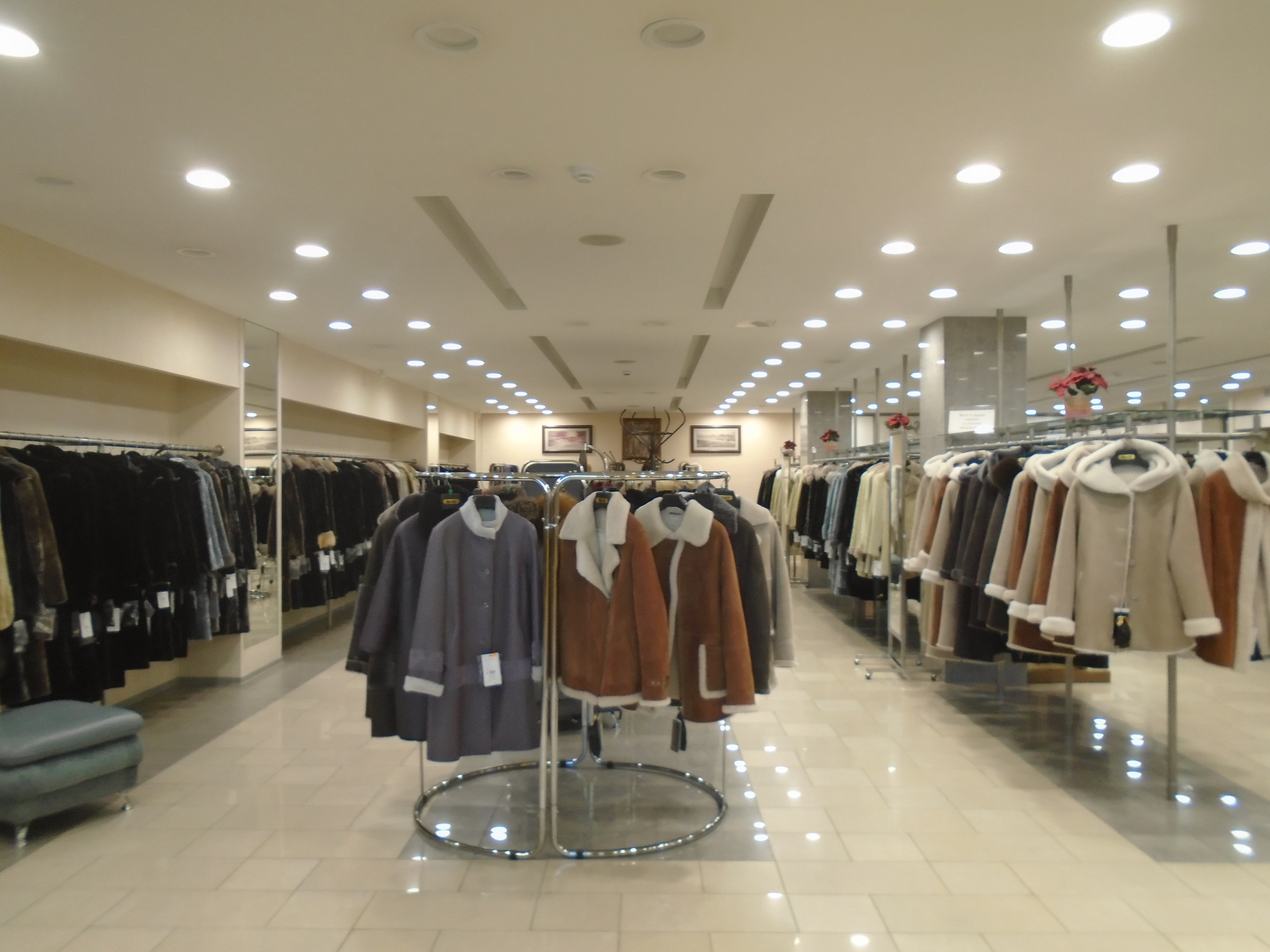
Текущий ассортимент продукции
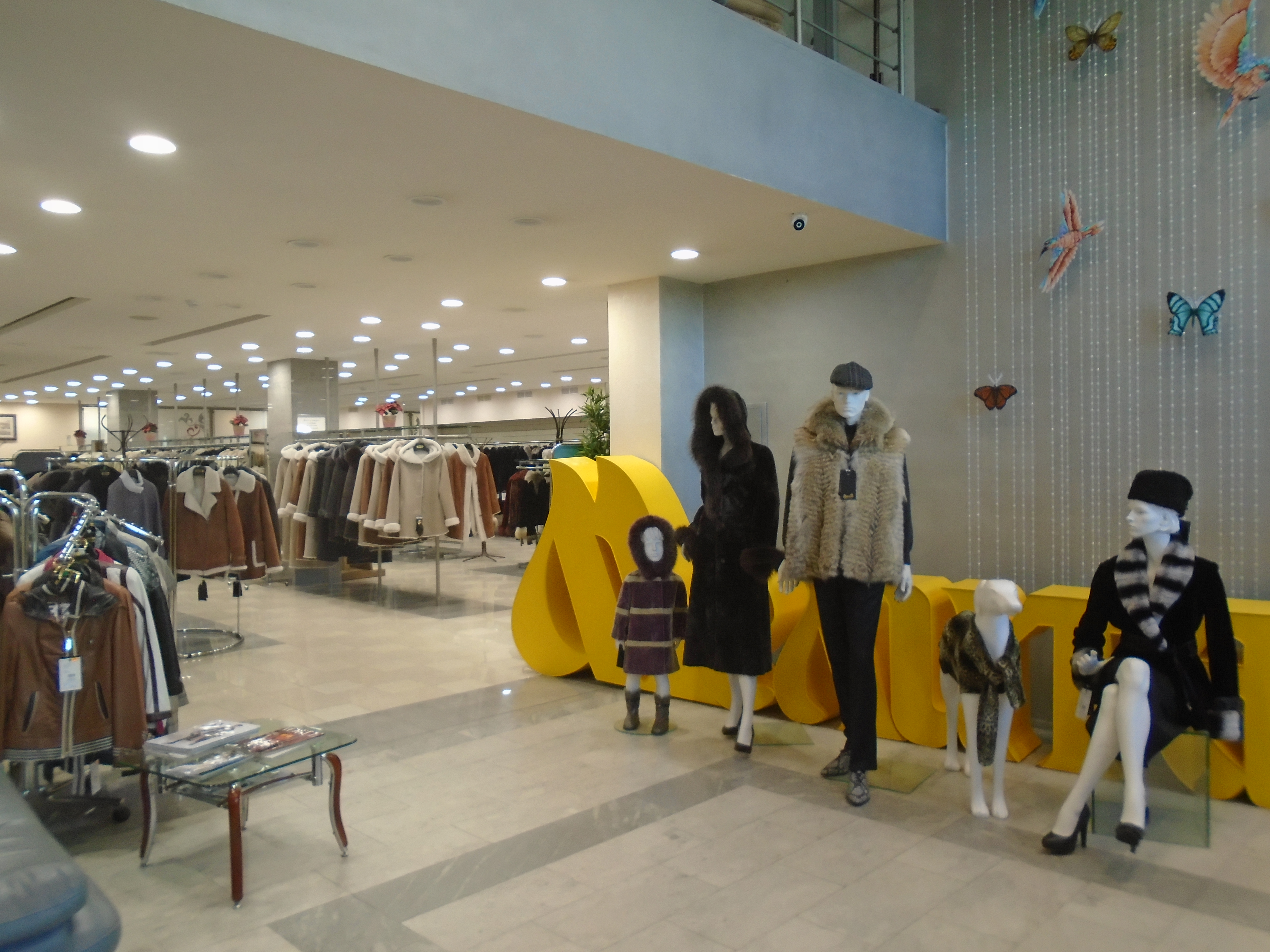

## Награды
- Орден Ленина (24 января 1944 года) — за образцовое выполнение заданий Правительства по производству и обеспечению Красной Армии и Военно-Морского Флота тёплой одеждой, обувью, снаряжением и парашютно-десантным имуществом[115].
- Республиканское звание «Предприятие трудовой доблести. 1941—1945 гг.» (7 мая 2022 года) — за значительный вклад в достижение Победы в Великой Отечественной войне 1941—1945 годов, массовый трудовой героизм и самоотверженность работников промышленных предприятий, обеспечивших бесперебойное производство военной и гражданской продукции в годы Великой Отечественной войны 1941—1945 годов[116].

## Руководители
| - 1930—1931: Полонский И. М. - 1931—1932: Манько А. М. - 1933—1934: Барышников А. Г. - 1934—1937: предприятие упразднено - 1937—1938: Павлов Д. В. - 1938—1940: Барышников А. Г. - 1940—1943: Эйдельнант М. Б. - 1943—1961: Комиссаренко Ю. С. | - 1961—1963: Халитов Р. Х. - 1963—1971: Комиссаренко Ю. С. - 1971—1974: Невзоров Н. В. - 1974—1988: Рахимов Н. С. - 1988—2002: Пахомов А. М. - 2002—2003: Васильев В. А. - 2003—н.в.: Гумеров Р. Х. |